# Branko Ivanuš
Branko Ivanuš, slovenski družbenopolitični delavec in pilot, * 27. november 1919, Velika Dolina, † 19. junij 1955, Moisselles, departma Val-d'Oise, Francija.

## Življenje in delo
Študiral je gradbeništvo na ljubljanski Tehniški fakulteti. Od novembra 1941 je deloval v centralni tehniki Komunistične partije Slovenije, bil 1942 zaprt v Ljubljani in v Koncentracijskem taborišču Gonars, maja 1943 pa obsojen na 12 let ječe in februarja 1944 izpuščen. Priključil se Narodnoosvobodilnemu boju in bil od maja 1944 med organizatorji odseka za notranje zadeve pri Predsedstvu Slovenskega narodnoosvobodilnega sveta. Po vojni je delal v sekretariatu za notranje zadeve Ljudske republike Slovenije.

## Letalstvo
Že kot dijak in študent je bil član mladinske skupine, ki se je ukvarjala z jadralnim letalstvom, aktivno vlogo pa je prevzel leta 1936, ko je postal predsednik Mariborskega aerokluba. Bil je pilot, vzgojitelj, tehnični svetovalec, funkcionar, predsednik Letalske zveze Slovenije (1951), član upravnega odbora Letalske zveze Jugoslavije (Vazduhoplovnog saveza Jugoslavije) in podpredsednik Mednarodne letalske zveze FAI (1954).
Veliko je storil za razvoj povojnega letalstva v Sloveniji, prizadeval si je za širitev tehnične in letalske kulture in za mednarodno sodelovanje. Kot major Udbe ter zet ministra  Franca Leskoška - Luke je bil najpomembnejša osebnost v slovenskem povojnem letalstvu. Ni deloval samo kot funkcionar v raznih odborih, ampak je bil tudi aktiven tekmovalec in letalec, pa tudi preizkusni pilot prvih v Sloveniji izdelanih letal. Odločilno je pripomogel pri nastanku Konstrukcijskega biroja in tovarne LETOV v Ljubljani, v katerih je videl začetek slovenskega inštituta za letalstvo. Bil je tudi pilot prvega slovenskega vladnega letala Beechcraft Bonanza.
Leta 1955 je zmagal na športno-turističnem aerorallyju v Franciji; v času kongresa Mednarodne letalske zveze v Parizu se je 9. junija 1955 pri preizkušanju francoskega letala smrtno ponesrečil.

## Odlikovanja in nagrade
- za udeležbo v NOB je prejel partizansko spomenico 1941
- posmrtno so mu podelili najvišje priznanje Mednarodne letalske zveze FAI diplomo Paula Tissandierja za prispevek k razvoju letalstva.

Nekdanji Inštitut za letalstvo Slovenije INLES so leta 1956 preimenovali v LIBIS (Letalski Inštitut Branka Ivanuša Slovenije). 
v Sloveniji so po njem imenovali pokal, namenjen najboljšim športnim motornim pilotom. V njegov spomin so postavili tudi doprsni kip, ki stoji pred Alpskim letalskim centrom v Lescah.